# Earl Long

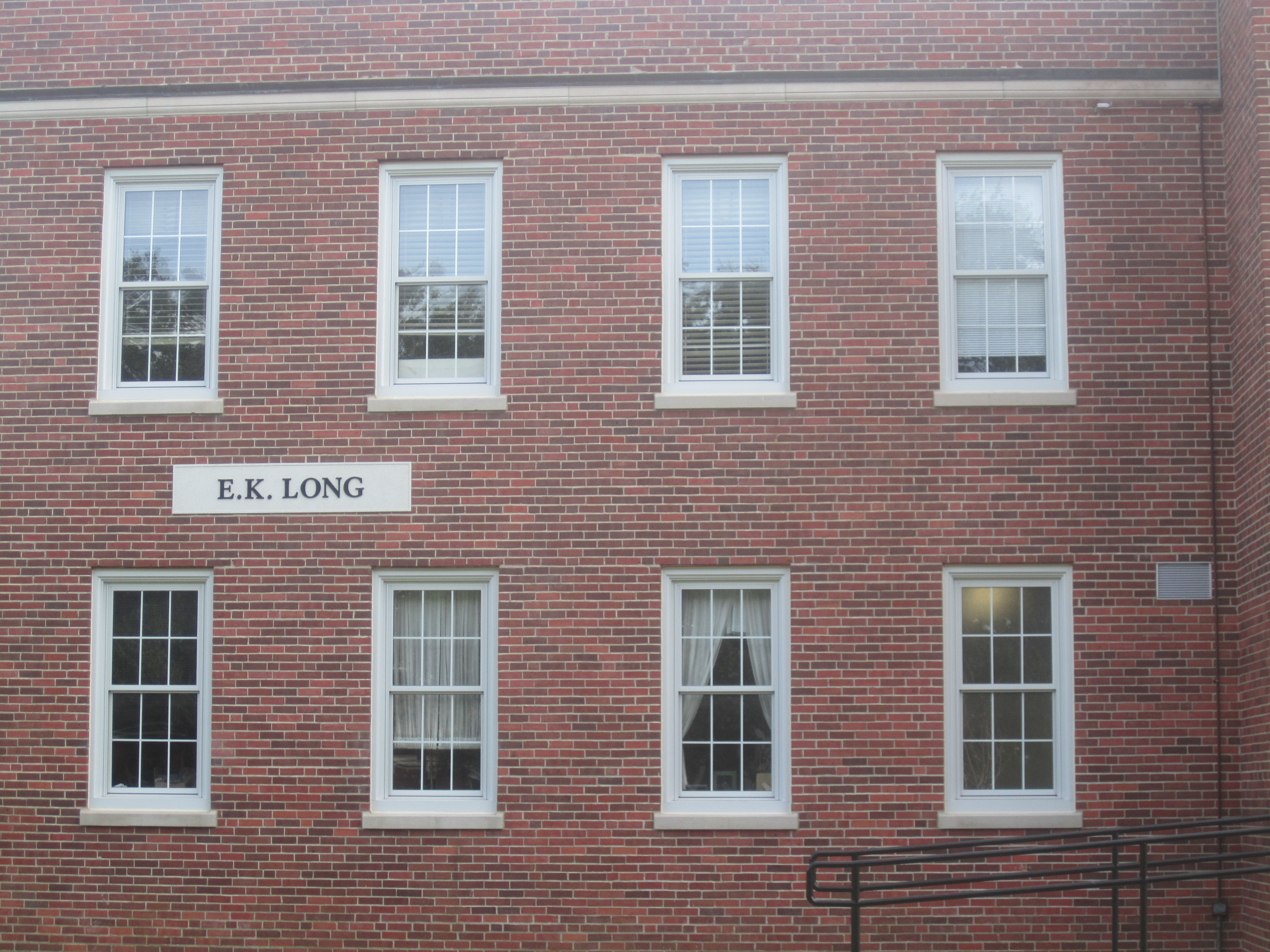
Academia Earl K. Long na Universidade de Luisiana em Lafayette

Earl Kemp Long (26 de agosto, 1895 – 5 de setembro, 1960) foi um político dos Estados Unidos, o 45º governador da Luisiana, eleito em três mandatos não consecutivos: 1939-1940, 1948-1952 e 1956-1960.
Foi também vice-governador do mesmo Estado, em 1936-1939 mas derrotado em três outras campanhas para esse cargo: Em 1932, perdeu para John B. Fournet; em 1944, para J. Emile Verret e em 1959, para o político conservador Clarence C. "Taddy" Aycock. Na primeira eleição perdida, o irmão de Earl, Huey Pierce Long, Jr., apoiou Fournet enquanto o resto da família ficou com Earl.
Na campanha de 1944, Earl Long perdeu para um homem cuja maior posição pública anterior tinha sido presidente de um gabinete estudantil. Na última eleição, Aycock venceu a segunda Primária contra o prefeito de Alexandria, W. George Bowdon, Jr., e Long ficou muito mal classificado.
Na época de seu falecimento, o último mandato de Long expirava quando fora indicado pelo Partido Democrata a concorrer para deputado pelo extinto Oitavo Distrito Congressual, sediado no centro de Luisiana.

## Primeiros anos
Long nasceu em Winnfield, na Luisiana, filho de Huey Pierce Long, Sr. (1852–1937) e Caledonia Palestine Tyson (1860–1913), nativa da vizinha Paróquia de Grant. Ele era irmão mais novo do deputado  George Shannon "Doc" Long e do Governador e Senador Huey Pierce Long, Jr.. Sua irmã mais nova era Lucille Long Hunt (1898–1985), mãe do político John S. Hunt, III (1928–2001). Long se matriculou na Universidade do Estado da Luisiana em Baton Rouge, tendo como colega de quarto o futuro Senador John Jones Doles, Sr.. Muito tempo depois se graduou em Direito na Universidade Loyola de New Orleans.

## Governador
Long se tornou governador em 1939, após a renúncia de Richard Leche, mas perdeu a disputa para continuar no cargo, em 1940. Durante o breve mandato, Long nomeou o primo Floyd Harrison Long, Sr., para curador do Hospital  (Mental) em Pineville. Floyd Long era pai do futuro deputado Gillis William Long e do coronel do exército norte-americano Floyd H. Long, Jr..
Long perdeu as Primárias do Partido Democrata para o advogado conservador Sam Houston Jones de Lake Charles.
Em 1944, Long não concorreu para governador apesar de desejar o cargo. Ele foi indicado a vice-governador na chapa com o deputado Lewis Lovering Morgan que disputava o governo. Long levou o partido ao segundo lugar na eleição mas perdeu o posto no segundo turno para Verret, cujo maior cargo público tinha sido presidir um gabinete estudantil na Paróquia de Iberia. Se Morgan não tivesse disputado a segunda Primária contra James Houston "Jimmie" Davis, Long poderia ter se tornado vice-governador. Naquela época, a lei da Luisiana não previa segundo turno para vice-governador, a não ser que houvesse também a concorrência para governador. Esse impedimento não existia para disputas para o Legislativo estadual.
Long culpou pela derrota na eleição o Secretário Wade O. Martin, Jr., um ex-aliado com quem depois disso brigaria muito nos anos seguintes. Em 1957, Martin perdeu o cargo do Comissário dos Seguros e de responsável pelas máquinas de votação depois que entrou em vigor uma lei proposta no mandato de Long. Rufus D. Hayes de Baton Rouge se tornou o primeiro comissário dos seguros e Drayton Boucher da Paróquia de Webster foi indicado para cuidar das máquinas de votação até ser substituído por Douglas Fowler da Paróquia de Red River, quando Boucher decidiu não disputar a eleição para o cargo em 1959–1960.
Em 1948, Long foi eleito governador em sucessão a Jimmie Davis, que derrotara Morgan em 1944. Para ganhar o mandato de 1948 a 1952, Long derrotou seu antigo rival Sam Jones, por larga margem.
Na campanha de 1951–1952, Long foi sucedido pelo magistrado Robert F. Kennon de Minden apesar do apoio ao juiz Carlos Spaht de Baton Rouge. De acordo com o livro The Big Lie, de Garry Boulard (2001), Long forneceu informações contra o candidato Hale Boggs de New Orleans, acusado de ser comunista. As acusações foram feitas pela candidata rival Lucille May Grace e engendradas pelo chefe político da Paróquia de St. Bernard Leander Perez. Numa sessão turbulenta do Comitê Estadual Democrata, Long atacou Perez e Grace pelas acusações contra Boggs, mas impediu de se defender publicamente ele mesmo, manobra que para alguns o levaria a derrota.
Long voltou em 1955–1956, quando conseguiu uma fácil vitória sobre adversários que incluíam o prefeito de New Orleans deLesseps Story "Chep" Morrison, Sr. (nenhuma relação com James H. Morrison, sócio de Hale Boggs), diretor das rodovias Fred Preaus de Farmerville, escolha do governador  Robert Kennon, o ex-superintende da polícia estadual Francis Grevemberg e o empresário James M. McLemore de Alexandria.
Earl Williamson, um político local da Paróquia de Caddo era bastante próximo tanto de Huey como de Earl Long. O filho de Williamson, mais tarde o senador Don W. Williamson lembra de uma visita de Earl Long em Vivian quando foi com seu pai numa comitiva em viagem com muita bebedeira e apostas em corridas de cavalos em Hot Springs, Arkansas. Long exigia absoluta lealdade de seus amigos íntimos, alegando que não precisava de apoio quando estava certo mas quando estava errado.
Long como governador se aproximou de Margaret Dixon, a primeira editora mulher do Baton Rouge Morning Advocate. Ela o aconselhava em suas estratégias políticas. Foi indicada para um cargo no Conselho de Supervisores da Faculdade Estadual em 1951.
O jornalista Iris Kelso, instalado em New Orleans, acompanhou Long durante o último ano de serviço, tendo realizado uma entrevista com ele.
De 1948 a 1950, o secretário executivo de Long era o ex-reitor universitário e senador A.A. Fredericks por Natchitoches. Long mais tarde chamou Fredericks para ser seu secretário nos dois últimos anos do mandato. Outro confidente de Long, o ex-deputado Drayton Boucher por Springhill e depois Baton Rouge, foi nomeado como "guardião interino das máquinas de votação", entre 1958 e 1959, até a substituição por outro aliado do governador, Douglas Fowler de Coushatta, que venceu quando o cargo se tornou eleitoral em 1960.
Em três ocasiões, Long indicou Lorris M. Wimberly da Paróquia de Bienville como Presidente da Câmara dos Deputados de Luisiana. Também indicou Wimberly como diretor de obras públicas no último mandato de governador. Na Luisiana, o poderoso governador escolhia o presidente da Câmara Legislativa, apesar da separação de poderes.
Em seu último mandato como governador, Long dependia muito do suporte legislativo, dado pelo deputado Willard L. Rambo, por Georgetown. Rambo era parente do governador por casamento, tendo se unido a Mary Alice Long.
Em 1956, Long negou recursos para o historiador da Faculdade Estadual Edwin Adams Davis que desejava organizar o arquivo estadual. Davis apelou para o Gabinete Estadual e consegui que os arquivos se tornassem uma instituição permanente em Baton Rouge.
Em 1959, Long considerava renunciar ao cargo de governador em favor do leal vice-governador, Lether Edward Frazar de Lake Charles. Mas então desistiu e tentaria concorrer para o cargo de governador nas primárias de dezembro de 1959 do Partido Democrata, mas a ideia não foi adiante. Ao término do mandato, Long tentou se lançar vice na chapa com James Albert Noe, Sr.. Jimmie Davis sucedeu Long como governador em 1960. Assim, em 1948 Long tinha sucedido Davis e em 1960, Davis sucedeu Long. O governador deixou a marca do populismo persistente da política do sudeste do país.

## "Tio Earl"
O simpático "Tio Earl" (apelido dado pelos seus muitos parentes, incluindo o sobrinho, Senador Russell Long) uma vez contou a piada de que um dia o povo de Luisiana elegeria o "bom governo, e se arrependeria por isso!". Sob a persona pública da simplicidade, sotaque rural de pouca instrução, tinha uma astúcia política e considerável inteligência. Earl Long era um mestre da militância politica, que conseguia atrair grandes multidões ao cruzar o estado com sua caravana. Ele não deixava lideranças locais representá-lo nos comícios. Apenas os fora da zona eleitoral tinham essa honra. Long raciocinava que qualquer pessoa local tinha inimigos que poderiam rejeitá-lo apenas porque os outros lhe eram favoráveis. Long estava determinado a conseguir todos os votos possíveis e se isso significava proibir as lideranças locais de falar em seus discursos, ele o fazia.

## Disputa com Dave Pearce
W. E. Anderson da Paróquia de Tangipahoa fora renomeado sem oposição para um segundo mandato nas primárias de 1952 para o Departamento Florestal e de Agricultura da Luisiana, como Comissário. Em 1948, nas Primárias dos Democratas, Anderson derrotou Dave L. Pearce, um deputado da Paróquia de West Carroll. Com o falecimento de Anderson em 1952, o Governador Long indicou Pearce para terminar o período de mandato. E Pearce então venceu uma eleição especial e serviu como comissário durante a administração anti-Long do governador Robert F. Kennon de Minden
O primeiro vice-governador de Long, William J. "Bill" Dodd, em suas memórias com o título de Peapatch Politics: The Earl Long Era in Louisiana Politics (referência à "Fazenda Peapatch" de Earl Long na Paróquia de Winn), escreveu que Earl Long desenvolveu um "ódio" contra Pearce e encorajou Sidney McCrory da Paróquia de Ascension, entomologista do Estado e mais tarde apoiador de John F. Kennedy, numa campanha contra ele nas eleições primárias de 1956. Dodd não explicou o motivo da discórdia, mas McCrory derrotou Pearce. Então Pearce retornou para o primeiro de quatro mandatos consecutivos como comissário da agricultura nas primárias de 1959, a mesma que Earl Long fracassou para o cargo de vice-governador.
Dodd anotou com humor como Long também se irritou com McCrory, que ele convidara para ser parceiro em sua chapa (tradução aproximada):

para provocar, nos esperávamos, derrotar o velho inimigo político do Tio Earl, Dave Pearce. Tudo que McCrory conseguia falar era sobre pesticidas e como fazer para usá-los contra diferentes tipos de pragas. Seu principal tema e declaração para a fama, que dominava todos seus discursos, estivesse ele na região algodoeira, em áreas florestais ou na cidade de New Orleans, era a erradicação dos vermes das plantações de algodão de Luisiana. Tio Earl quase enlouquecia quando ouvia ... McCrory matar vermes suficientes para encher o Oceano Atlântico.

## Análise de Bill Dodd sobre Earl Long
Em suas memórias, Dodd fala sobre Long (tradução aproximada):

Ele não tinha treinamento em oratória, mas era um grande, forte e eficaz palestrante. Ele não tinha estudos universitários em psicologia, ainda que praticasse a matéria em sua vida política, que era toda a sua vida. Ele não aprendera economia ou administração pública, ainda que como governador era um perito em ambas. Em algum lugar ao longo da caminhada, Earl Long mudou de um vendedor de sapatos polonês amador e um acompanhante de políticos em tendas para um empresário do ramo sonoro e excelente administrador governamental. Outros governantes ... tinham educação e treinamento em negócios variados e eram políticos experientes para operarem o gabinete. Mas nenhum superou o velho Earl na política de ser eleito e fazer o trabalho depois da eleição.
Dodd disse que Long "era conservador como Ronald Reagan e preconceituoso contra negros como um cíclope na KKK, mas deu ao Estado muitas leis liberais, era bom para os negros e forte para o bem-estar. Ele chamava mulheres lobistas de "pobres coisas que não tinham o suficiente no lar" e "loucas enlouquecedoras de homens ("man-crazy nuts")".
Dodd repudiava o filme de 1989 Blaze sobre Blaze Starr, uma artista burlesca norte-americana que tivera um caso com Earl Long (interpretado por Paul Newman). De acordo com Dodd: 
Blaze tinha feito muito para distorcer a verdade sobre Earl Long...Ele nunca amou Blaze ou qualquer das muitas strippers e seguidoras militantes que vinham quando ele assoviava...A linguagem vulgar e sexo escabroso foram conteúdos ruins suficientes para impedir esse filme de ser assistido por uma audiência jovem. As narrativas inverídicas de eventos e ações de Earl Long tornaram-no um retrato inútil de Earl ou da política da Luisiana. Numa escala de nada a alguma coisa, Eu daria a Blaze um zero perfeito.
 No entanto, foi amplamente divulgado à época que Earl Long, em mais de uma ocasião, apresentou a Senhora Starr à imprensa, como a "futura Primeira-Dama da Luisiana". Earl Long deixou 50 mil dólares para ela, mas Starr recusou o dinheiro.

## Excentricidades e hospitalização
Long era bem conhecido pelo seu comportamento excêntrico, havendo suspeitas que sofreria de transtorno bipolar. Em seu último mandato, a esposa, Blanche Revere Long (1902–1998), e outros tentaram removê-lo para uma instituição de tratamento mental. Durante um período, Long ficou confinado num hospital em Mandeville, mas seu consultor jurídico, Joseph A. Sims, disse que tentou "resgatar" Long da instituição. Long nunca foi diagnosticado formalmente como paciente mental, e grande parte do esforço para sua remoção pode ter tido motivação política; o envolvimento de sua esposa pode ter relação com Blaze Starr. Alguns especularam que ele sofreu de demência em seus últimos dias.
Adicionalmente, em seus últimos anos foi alegado que ele sofrera derrames, que lhe causaram deficiências mentais. Ele também sofreu um severo ataque cardíaco em 1951.

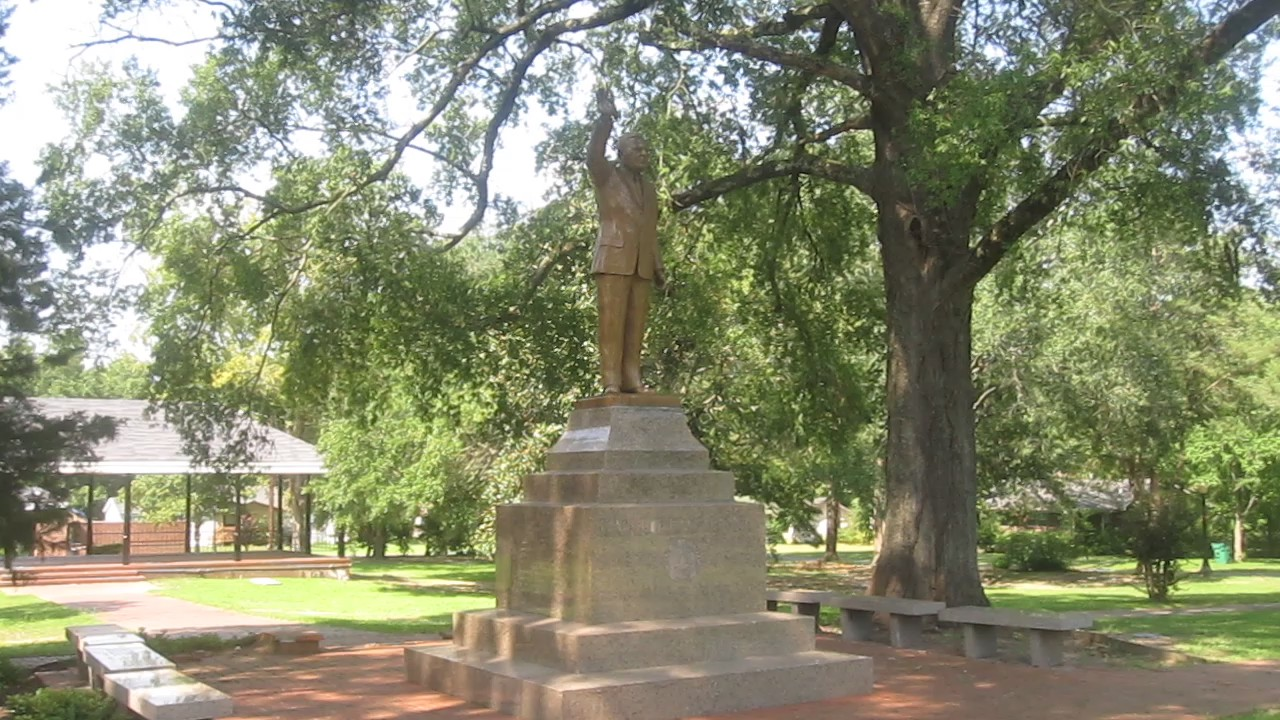
Sepultura de Earl Kemp Long em Winnfield, Luisiana

Mesmo confinado no manicômio em Mandeville, Long manteve a máquina política em funcionamento, por telefone. Seu staff descobriu que não havia lei na Luisiana que o forçava a deixar o cargo de governador por internação em hospital psiquiátrico; daí Long ordenou que Jesse Bankston, o chefe do sistema estadual de saúde, fosse despedido e substituido por um aliado, que lhe deu alta. Bill Dodd, que experimentara momentos de oscilação mental de Long, defendeu o fim do confinamento de Long no hospital. Também o senador Sixty Rayburn por Bogalusa, um companheiro pessoal e filosófico de Long. Earl e Blanche se separaram, mas ele morreu antes que o divórcio fosse finalizado.

## Campanha para congressista
Poucos meses depois do fim do mandato de governador, em 1960, Earl Long concorreu para deputado pelo Oitavo Distrito Congressista do Estado, mesmo sem apoio. Fez a campanha em companhia de antigos apoiadores como Bill Dodd, o ex-senador C. H. "Sammy" Downs, o senador Sixty Rayburn, o promotor Joseph A. Sims e A. A. Fredericks, ex-assistente executivo.
Por causa de um terceiro candidato, o ex-congressista Ben F. Holt da Paróquia de Rapides, Long terminou em segundo lugar na eleição primária e foi compelido a uma disputa pela indicação pelo Partido Democrata contra o procurador de Alexandria Harold B. McSween.  Não houve candidato do Partido Republicano e não tinha oposição nas eleições gerais de 8 de novembro de 1960, quando o seu candidato para presidente, John F. Kennedy derrotaria Richard M. Nixon. Mas ele sofreu um ataque cardíaco fatal no Hospital Batista de Alexandria. Após o falecimento de Earl Long, o Comitê Estadual do Partido Democrata indicou McSween. McSween foi empossado sem oposição para um segundo mandato consecutivo no Congresso. McSween seria, contudo, derrotado nas Primárias de 1962 por seu amigo Democrata liberal, Gillis William Long, que alegou ser o legítimo herdeiro da dinastia Long.
O jornalista estadunidense A.J. Liebling escreveu sobre a carreira de Long numa série de artigos para o The New Yorker publicados em 1961 sob o título The Earl of Louisiana por Louisiana State University Press. ISBN 978-0-8071-3343-9.

## Biografia de Peoples e Kurtz
Morgan D. Peoples e Michael L. Kurtz, em Earl K. Long: The Saga of Uncle Earl and Louisiana Politics, anotaram que a única coisa certa sobre Long era sua "imprevisibilidade, pois ninguém, e provavelmente nem ele mesmo, sabia o que ele faria ou diria a seguir. Mas, tudo o que ele disse ou fez, foi motivado pela política—ele era um animal político por completo. "Enquanto o resto dorme...", disse uma vez sobre seu rivais, "...eu estou politicando".

### Legado
Apesar de não conseguir desmantelar as leis de segregação racial de seu Estado (Leis "Jim Crow"), Earl foi notável em diminuir as indignidades contra os descendentes afro-americanos e conseguir muitos votos com isso. Ele também convenceu a Legislatura a equalizar salários dos professores das diferentes raças. Em 1959, em resposta a uma tentativa do Legislativo para restringir o sufrágio, ele chamou para participar nas eleições todos os negros da Luisiana. Era claro que a maioria dos votos seria para ele mesmo. Ele também polemizou com o líder segregacionista da década de 1950, o senador William M. Rainach da Paróquia de Claiborne.
Long foi relutante para indicar um sucessor ao governo em 1952 e 1960, na esperança de retornar ao cargo em  1956, o que aconteceu, e 1964, o que se tornou impossível com sua morte em 1960. William C. Havard, Rudolf Heberle e Perry H. Howard, em The Louisiana Election of 1960 escreveram sobre Long:
"Long sabia que o mandato de uma administração relativamente inativa e conservadora deveria criar o tipo de situação ideal que seu apelo populista poderia aproveitar. Além disso, ele sempre minimizara a questão racial (apesar de tudo, eram [então] 150.000 votos de negros no Estado), e certamente que isso daria um número limitado de milhas para a viagem política em face dos desenvolvimentos nacionais correntes. Desse ponto de vista, sua vitória nas primárias congressistas  há nove meses das segundas primárias governamentais eram indicativas da astúcia de seus cálculos. Se Earl Long não tivesse falecido imediatamente após disputa congressista ... poucos observadores duvidavam que ele fosse o favorito e reestruturasse sua máquina eleitoral o suficiente para garantir o governo em 1964. Como aconteceu, a morte de Earl Long deixou um tremendo hiato—no sentido deliberadamente criado por ele próprio—na liderança da facção Long. . . . ".
Após ao concorrido funeral no Baton Rouge, Long foi sepultado no Earl K. Long Memorial Park em Winnfield.
The Earl K. Long Medical Center em Baton Rouge recebeu esse nome em sua homenagem, assim como a Biblioteca Earl K. Long da Universidade de New Orleans.
Um dos seguidores dedicados de Long, John Kenneth Snyder, Sr., se tornou um controverso prefeito de Alexandria. Snyder tentou governar no estilo Long e sofreu repetida oposição dos empresários da cidade.
Long indicou John Sparks Patton, administrador escolar da Paróquia de Claiborne, como Superintendente da Escola da Luisiana para Surdos.
Long nomeou duas viúvas, Lizzie P. Thompson de Doyline e Mary Smith Gleason de  Shongaloo, para ocuparem assentos na Paróquia de Webster após os respectivos maridos, C.W. Thompson e E.D. Gleason, morrerem no serviço ao Gabinete.
Long foi aluno do empresário de Alexandria Morgan W. Walker, Sr. (1893–1983), cofundador da futura Continental Trailways. Walker foi indicado por Long para a chapa rival do Governador Jimmie Davis para o Gabinete da Mineração.
Em 1993, Long foi indicado postumamente dentro do Museu da Política e Hall da Fama de Luisiana assim como dois de seus conterrâneos de Winnfield, Huey Long e Oscar K. Allen.
Louisiana Public Broadcasting sob a presidência de Beth Courtney de Baton Rouge produziu o documentário Uncle Earl sobre o ex-governador.